# 吳海源
吳海源，中華民國（台灣）政治人物，曾代表中國國民黨在農民團體當選為第一屆第四、五、六次增額立法委員。